# Drei Musikanten
Drei Musikanten (Musiciens aux masques) ist der Titel von zwei Ölgemälden des spanischen Malers Pablo Picasso aus dem Jahr 1921, geschaffen im Sommer des Jahres in Fontainebleau bei Paris. Beide geben den Stil des synthetischen Kubismus wieder, obgleich sie in einer Zeit entstanden, in der Picasso bereits im neoklassizistischen Stil malte. Der Text beschreibt die spätere Version. Sie hat die Maße 200,7 × 222,9 cm und ist unter dem Titel Three Musicians im Bestand des Museum of Modern Art (MoMA) in New York, die frühere Version ist im Philadelphia Museum of Art zu besichtigen. Der Hauptunterschied beider Versionen besteht in der Positionierung der mittleren und der linken Figur.

## Beschreibung
Das über zwei Meter breite Gemälde zeigt drei etwa lebensgroße Musiker in einem Raum, sie stehen wie auf einer Bühne. Vor ihnen befindet sich ein Tisch, auf dem ein nicht erkennbarer Gegenstand liegt, und unter dem Tisch liegt auf der linken Seite – kaum erkennbar – ein großer schwarzer Hund. Die Musiker tragen Kostüme: Links spielt ein Pierrot Klarinette, in der Mitte  ein Harlekin Gitarre, und rechts singt ein Mönch nach einem Notenblatt, das er in beiden Händen hält. Im Gegensatz zur Raumsperspektive sind alle Musiker flächig, ohne Tiefendimension, dargestellt. Der Tisch wird von oben gezeigt, seine seitliche Kanten sind nicht parallel, sondern weichen auseinander. Die ungegenständlichen, in geometrische Formen zerlegten Figuren weisen scharfe Umrisse auf und sind in den Farbtönen Schwarz, in gebrochenem Weiß, in Blau, Rot und Gelb gehalten; die Wände und der Boden sind in verschiedenen Brauntönen gemalt.

## Geschichte und Deutung
Die Musiker und der Hund zitieren Motive einer vergangenen Periode – als Rosa Periode in die Kunstgeschichte eingegangen – aus Picassos Leben Anfang des 20. Jahrhunderts, als er der Bohème und dem Zirkusleben zugetan war und dies in seinen Werken, wie beispielsweise 1905 in Die Gaukler, darstellte. Pierrot und Harlekin sind wesentliche Figuren aus der alten italienischen Volkskomödie, der Commedia dell’arte. Vor dem Gemälde Drei Musikanten schuf Picasso nach einer Italienreise 1917 das thematisch ähnliche Werk Sitzender Pierrot (1918), allerdings in klassischem Stil. Es ist ebenfalls im Bestand des Museum of Modern Art.

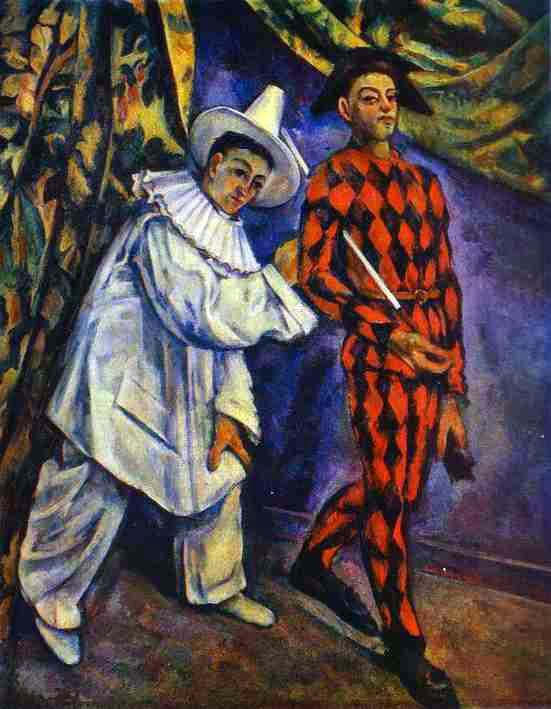
Paul Cézanne: Mardi Gras (Fastnacht), 1888, Puschkin-Museum, Moskau

Picasso stellte sich auf diesem Gemälde mit der Figur in der Mitte vermutlich selbst dar, verkleidet als Harlekin, flankiert von zwei Figuren, die seine Dichterfreunde, den verstorbenen Guillaume Apollinaire und Max Jacob, der sich in ein Kloster zurückgezogen hatte, darstellen könnten. Die flächigen Bruchstücke der Figuren rühren von ausgeschnittenen und bemalten Papierstücken her (Papier collé), eine Frühform der Collage, die für den synthetischen Kubismus typisch war. Der französische Maler Paul Cézanne hatte bereits im Jahr 1888 seinen Sohn Jan mit Freund Louis Guillaume als Pierrot und Harlekin gemalt. Den Einfluss Cézannes auf ihn hatte Picasso mit den bekannten Worten zitiert: „Cézanne! Cézanne war unser aller Vater“.
Eine weitere Vermutung, die konkrete Personen mit den Musikanten in Verbindung bringt, bezieht sich auf drei Komponisten, mit denen Picasso für das Theater zusammengearbeitet hat. Es sind Erik Satie, Manuel de Falla und Igor Strawinsky. Im Jahr 1920 hatte Picasso für das Ballett Pulcinella von Igor Strawinsky Bühnenbild und Kostüme hergestellt. Der Auftraggeber Sergei Diaghilew hatte im Gegensatz zum Ballett Parade aus dem Jahr 1917 ein abstraktes Dekor gefordert. Weiterhin gibt es Interpretationen, dass das Gemälde eine Art „Trauerarbeit“ für Picasso gewesen sei, da er nach der Heirat mit Olga Chochlowa im Jahr 1918 sein Bohèmeleben aufgeben musste.
Ebenfalls im Sommer 1921 entstand Picassos Gemälde Drei Frauen am Brunnen, das im neoklassizistischen Stil gehalten ist.

## Provenienz
Der Kunsthändler Paul Rosenberg kaufte das Bild im Herbst 1921 direkt von Picasso für seine Privatsammlung. 1949 ging es mit Hilfe des Mrs. Simon Guggenheim Fund in den Besitz des Museum of Modern Art, New York, über.